# 638 Мойра
638 Мойра (на английски: 638 Moira) е астероид в астероидния пояс, открит от Джоел Меткалф на 5 май 1907 г.
Обикаля около Слънцето в 4 години 190 дни 18 часове, в разстояние от 2,7335 AU. Името идва от Мойри – богини на съдбата в древногръцката митология.